# Плутоній-238
Плуто́ній-238 — радіоактивний нуклід хімічного елемента плутонію з масовим числом 238. Є першим відкритим ізотопом плутонію. Відкритий в 1940 році Гленном Сіборгом, Дж. Кеннеді, Артуром Валем та Едвіном Макмілланом в результаті бомбардування урану-238 дейтронами:
{\displaystyle \mathrm {^{238}_{92}U} (\mathrm {d} ,\mathrm {2n} )\mathrm {^{238}_{93}Np} \ {\xrightarrow[{2,117\ d}]{\beta ^{-}\ 1,292\ MeV}}\ \mathrm {^{238}_{94}Pu} .}
Період напіврозпаду плутонію-238 складає 87,7(1) років. Активність одного грама цього нукліда складає приблизно 633,7 ГБк.
Один грам чистого плутонію-238 генерує приблизно 0,567 Вт потужності.

## Утворення і розпад
Плутоній-238 утворюється в результаті наступних розпадів:
- β−-розпад нукліда 238Np (період напіврозпаду складає 2,117(2)[1] діб):

{\displaystyle \mathrm {^{238}_{93}Np} \rightarrow \mathrm {^{238}_{94}Pu} +e^{-}+{\bar {\nu }}_{e};}
- β+-розпад нукліда 238Am (період напіврозпаду складає 98(2)[1] хв):

{\displaystyle \mathrm {^{238}_{95}Am} \rightarrow \mathrm {^{238}_{94}Pu} +e^{+}+\nu _{e};}
- α-розпад нукліда 242Cm (період напіврозпаду складає 162,8(2)[1] діб):

{\displaystyle \mathrm {^{242}_{96}Cm} \rightarrow \mathrm {^{238}_{94}Pu} +\mathrm {^{4}_{2}He} .}
Розпад плутонію-238 відбувається в наступних напрямках:
- α-розпад в 234U (ймовірність 100 %[1], енергія розпаду 5 593,20(19) кеВ[2]):

{\displaystyle \mathrm {^{238}_{94}Pu} \rightarrow \mathrm {^{234}_{92}U} +\mathrm {^{4}_{2}He} ;}
енергія випромінюваних α-частинок 5 456,3 кеВ (в 28,98% випадків) і 5 499,03 кеВ (в 70,91% випадків).
- Спонтанний поділ (ймовірність 1,9(1)× 10−7 %)[1];

## Отримання
Плутоній-238 утворюється в будь-якому ядерному реакторі, який працює на природному або малозбагаченому урані, що містить в основному ізотоп 238U.
При цьому відбуваються наступні ядерні реакції:
{\displaystyle \mathrm {^{238}_{92}U} (\mathrm {n} ,\mathrm {2n} )\mathrm {^{237}_{92}U} \ {\xrightarrow[{6,75\ \mathrm {d} }]{\beta ^{-}\ 518,6\ \mathrm {keV} }}\ \mathrm {^{237}_{93}Np} ;}
{\displaystyle \mathrm {^{235}_{92}U} (\mathrm {n} ,\gamma )\mathrm {^{236}_{92}U} (\mathrm {n} ,\gamma )\mathrm {^{237}_{92}U} \ {\xrightarrow[{6,75\ \mathrm {d} }]{\beta ^{-}\ 518,6\ \mathrm {keV} }}\ \mathrm {^{237}_{93}Np} ;}
{\displaystyle \mathrm {^{237}_{93}Np} (\mathrm {n} ,\gamma )\mathrm {^{238}_{93}Np} \ {\xrightarrow[{2,117\ \mathrm {d} }]{\beta ^{-}\ 1,292\ \mathrm {MeV} }}\ \mathrm {^{238}_{94}Pu} .}
Вагомі кількості ізотопно чистого плутонію-238 отримують шляхом опромінення нейтронами нептунію-237, який, в свою чергу, добувають з відпрацьованого ядерного палива.
Ціна одного кілограму плутонію-238 складає приблизно 1 млн доларів США.

## Застосування
Плутоній-238 використовують в малогабаритних радіоізотопних джерелах енергії (наприклад, в РІТЕГах). Раніше (до появи літієвих батарей) використовувався в кардіостимуляторах.
США використовували РІТЕГи з плутонієм-238 на 24 космічних апаратах, включаючи Вояджери та Кассіні.
Зокрема плутонієві джерела живлення для космічних апаратів містили таку кількість ізотопа:
- для космічного апарата «Галілео», що обертався навколо Юпітера — 15,6 кг;
- для космічного апарата «Касіні» — 32,7 кг;
- для космічного апарата «Нові горизонти» — 10,9 кг;
- для марсоходу К'юріосіті — 4,8 кг[13] діоксиду плутонію-238.

## Виробництво
В США виробництво ізотопа плутонію-238 зупинено 1988 року (Саванна Рівер). Міністерство енергетики США підписало в 1992 році п'ятирічний договір про купівлю ізотопа в Росії в обсязі 10 кг із можливістю збільшення поставок до 40 кг. В рамках договору укладалися декілька контрактів, угоду продовжували. В 2009 році поставки були перервані через реструктуризацію російської ядерної промисловості.
Починаючи з 1993 року, більшість РІТЕГів на американських космічних апаратах використовували ізотоп, куплений в Росії. За станом на 2005 рік було закуплено близько 16,5 кг.
2009 року Міністерство енергетики США (DOE) надали запит на фінансування відновлення виробництва ізотопа на території США.
Вартість проєкту оцінювалася в 75—90 мільйонів доларів за п'ять років. Фінансування проєкту було розділено між DOE та NASA. Конгрес надав NASA по 10 мільйонів у 2011 і 2012 роках, але відмовив у фінансуванні DOE.
2013 року Ок-Риджська національна лабораторія (штат Теннесі) почала виробництво плутонію-238, з проєктною потужністю 1,5—2 кілограми ізотопа на рік.